# Законодательное собрание Тверской области
Законодательное собрание Тверской области (ЗакСобрание, ЗСТО) — законодательный (представительный) однопалатный орган государственной власти Тверской области, является постоянно действующим высшим и единственным органом законодательной власти области.

## Фракции
| Фракция             | Руководитель                     | Кол-во депутатов |
| ------------------- | -------------------------------- | ---------------- |
| Единая Россия       | Константинов Виктор Вениаминович | 31               |
| ЛДПР                | Барастов Владимир Станиславович  | 4                |
| КПРФ                | Воробьёва Людмила Фёдоровна      | 3                |
| Справедливая Россия | Русаков Андрей Станиславович     | 2                |

## История
В начале 90-х годов XX века в результате очередной реформы государственного устройства СССР происходит разделение представительной и исполнительной ветвей власти, в результате которой Советы приобретают самостоятельный статус. Однако вскоре СССР распадётся, в результате чего Совет сменит новый представительный орган — Законодательное Собрание. Конституция Российской Федерации, принятая 12 декабря 1993 года, определила систему и структуру нынешней законодательной (представительной) власти в России. Первый и последний Тверской областной Совет народных депутатов в его новом качестве самостоятельного представительного органа возглавил М. А. Шестов. Под его председательством 11 марта 1994 года прошла последняя XVI сессия областного Совета XXI созыва. 
В соответствии с новой Конституцией 20 марта 1994 года были проведены выборы в Законодательное Собрание Тверской области. На первом заседании, состоявшемся 31 марта 1994 года, Законодательное Собрание Тверской области приняло Декларацию, в которой провозглашалось: «Законодательное Собрание осуществляет государственную законодательную (представительную) власть в Тверской области и входит в систему органов государственной власти». Законодательное Собрание является полноправным законодательным (представительным) органом, занимающим своё особое место в системе государственной власти России и области.
В отличие от прежнего представительного органа — областного Совета, Законодательное Собрание не обладает в своем лице всей полнотой государственной власти в области и не является директивным исполнительно-распорядительным органом. В соответствии с конституционным принципом разделения властей, Законодательное Собрание самостоятельно и независимо от других ветвей власти. Его качественно новое и главное предназначение состоит в принятии законов области, определяющих организацию в регионе государственной власти и местного самоуправления, экономической, социальной, культурной и иных сфер жизнедеятельности населения.

## Полномочия
Законодательное Собрание осуществляет следующие полномочия по вопросам организации и обеспечения государственной власти в области:
- принятие Устава области и поправок к нему;
- установление порядка формирования (образования) органов государственной власти области, их полномочий, организации деятельности и взаимодействия;
- установление административно — территориального устройства области, решение вопроса об изменении границ области и территорий муниципальных образований области;
- утверждение структуры Законодательного Собрания и его органов, принятие Регламента Законодательного Собрания и положений о его органах;
- установление системы исполнительных органов государственной власти области;
- назначение выборов в Законодательное Собрание;
- назначение выборов Губернатора и голосования по отзыву Губернатора;
- формирование совместно с Губернатором области состава избирательной комиссии области;
- досрочное прекращение полномочий депутата Законодательного Собрания;
- избрание из числа депутатов и освобождение от должности Председателя Законодательного Собрания, его первого заместителя и заместителей, образование из числа депутатов комиссий и постоянных комитетов и избрание их руководителей (председателей), избрание других должностных лиц и органов Законодательного Собрания в соответствии с законами области;
- принятие решений по запросам и обращениям депутатов Законодательного Собрания;
- заслушивание ежегодных посланий Губернатора о положении дел в области;
- заслушивание ежегодных отчетов Губернатора области о результатах деятельности Правительства области, в том числе по вопросам, поставленным Законодательным Собранием области;
- принятие решений о недоверии (доверии) Губернатору Тверской области, о досрочном прекращении полномочий Губернатора Тверской области в случаях, предусмотренных федеральным законодательством;
- назначение мировых судей Тверской области;
- согласование представления Генерального прокурора Российской Федерации по кандидатуре для назначения на должность прокурора Тверской области;
- назначение председателя Контрольно-счетной палаты Тверской области, заместителя председателя Контрольно-счетной палаты Тверской области, аудиторов Контрольно-счетной палаты Тверской области;
- утверждение заключения и расторжения договоров (соглашений) Тверской области, одобрение проекта договора о разграничении полномочий;
- принятие решения о назначении референдума области;
- принятие решения об осуществлении права законодательной инициативы в Федеральном Собрании Российской Федерации;
- принятие решения об обращении к Президенту Российской Федерации, Федеральному Собранию Российской Федерации, Правительству Российской Федерации, а также в Конституционный Суд Российской Федерации;
- назначение и освобождение полномочных представителей Законодательного Собрания;
- принятие решений по обращениям Губернатора;
- решение иных вопросов, отнесенных к его ведению федеральными законами, настоящим Уставом и законами области.

## Постоянные комитеты и комиссии
- Постоянный комитет по аграрной политике и природопользованию. Председатель — Кушнарёв А. Л.
- Постоянный комитет по бюджету и налогам. Председатель — Буевич К. И.
- Постоянный комитет по государственному устройству и местному самоуправлению. Председатель — Клиновский А. Э.
- Постоянный комитет по социальной политике. Председатель — Бабушкин А. Э.
- Постоянный комитет по транспорту и жилищно-коммунальному комплексу. Председатель — Петрушенко С. А.
- Постоянный комитет по экономической политике и предпринимательству. Председатель — Лебедев О. С.
- Комиссия по регламенту и депутатской этике. Сопредседатели — Воробьева Л. Ф., Тягунов А. А.